# Valerie Hernández
Valerie Hernández Matías (San Juan, 19 de julho de 1993) é uma modelo e rainha de beleza porto-riquenha que venceu o Miss Internacional 2014.
Ela foi a segunda de seu país a vencer este concurso.

## Biografia
Valerie venceu o Miss Internacional aos 21 anos de idade. Ela era estudante, modelo e bailarina formada em balé clássico.

## Participação em concursos de beleza

### Miss Teen Internacional 2012
Valerie foi Miss Teen Internacional 2012, sendo a quarta de seu país a vencer este concurso.

### Miss Porto Rico Internacional 2014
Valerie ficou em 2º lugar no Miss Porto Rico Internacional 2014, mas, apenas três semanas antes do Miss Internacional 2014, assumiu o título após a vencedora, Patricia Quiñones, renunciar.

### Miss Internacional 2014
No dia 11 de novembro de 2014, em Tóquio, Valerie venceu outras 75 concorrentes e levou a coroa de Miss Internacional 2014.

### Miss Porto Rico Universo 2018
Em 2018, Valerie voltou aos concursos. Com a faixa de Miss Carolina ela era uma das candidatas a Miss Porto Rico Universo 2018, porém acabou desclassificada por ainda ter contrato com o Miss Internacional. No entanto, a direção do concurso afirmou que ela poderia voltar a participar em 2019.